# Smrt Panny Marie (Caravaggio)
Smrt Panny Marie (italsky La Morte della Vergine) je název obrazu namalovaného italským barokním malířem Caravaggiem.

## Okolnosti vzniku díla
Smrt Panny Marie je největším Caravaggiovým oltářním obrazem. Původně byl určen na hlavní oltář karmelitánského kostela Santa Maria della Scala v římské čtvrti Trastevere. Kostel postavený v roce 1593 stál v jedné z nejchudších římských čtvrtí a proto ho navštěvovali především lidé z nejnižších společenských vrstev. Spolu s přilehlým klášterem Casa Pia se stával útočištěm zejména bezbranných žen a dívek, týraných a často nucených k prostituci. V roce 1597 se jeho správcem stal Laerzo Cherubini, který kolem roku 1606 objednal u Caravaggia oltářní obraz s námětem skonu Panny Marie.
Caravaggiovi byl svěřen nelehký úkol. Kolem posledních dnů života a smrti Panny Marie se totiž v průběhu staletí nashromáždilo množství legend, ale koncem 16. století, kdy se kladl důraz na historickou přesnost, byly mnohé z nich zavrženy. Především se zdůrazňovala Mariina lidská podstata a s ní související utrpení pozemské ženy. Církev prohlašovala, že „Maria zemřela jako obyčejná duše a ohledně smrti Boží matky neexistují žádné pochybnosti, protože je jasné, že měla lidskou přirozenost a tedy stejně prožívala i lidskou nutnost smrti.“

## Námět díla
Navzdory církevnímu podání této události Caravaggio čerpal ze starých záznamů v Zlaté legendě, kde se uvádí, že při Mariině skonu apoštolové, tehdy rozprchlí po celém světě, byli zázračně přeneseni k jejímu smrtelnému lůžku v Jeruzalémě. Tehdy se zde zázračně zjevil i její syn, připraven přenést její duši do věčnosti. Caravaggio však příběh podal zcela osobitě. Především z něho vyloučil cokoliv božského, což dosud na obrazech s tímto námětem dominovalo – žádný sbor andělů nezpívá Marii na poslední cestě; ani jeden pohled nesměřuje do nebes a nedívá se na onen svět; žádný náznak Boží pomoci neprosvětluje atmosféru hlubokého žalu.

## Kompozice a ikonografie
Jako vícekrát předtím i později, událost je zasazena do soudobých reálií: prostředí tvoří ubohý ponurý pokoj s trámovým stropem, holými stěnami a hrubou červenou židlí. Jednoduchost místnosti narušuje jedině obrovský těžký tmavočervený závěs visící ze stropu. Na dřevěném lůžku leží Mariino tělo oblečené netradičně v červeném oděvu, připomínajícím šaty jednoduchých pracujících žen z Trastevere. Jednoduchost je očividná i z Mariina bledého obličeje, rukou a bosých nohou. Celá postava Marie je odrazem života místních lidí. Mluví o pustotě, bezútěšnosti a neodvratitelné jistotě smrti.
Přesto má obraz v sobě náznak vznešenosti, která ho povznáší nad životní realitu a dělá z něj skutečně hluboce religiózní dílo. Mariina pravá ruka, spočívající na nafouknutém břiše, dojemně připomíná obranné gesto těhotné ženy, chránící své očekávané dítě. Očekávaným dítětem je Ježíš, Boží syn, vykupitel hříšného lidstva.
Kolem Mariina lůžka jsou shromážděni truchlící apoštolové. Spolu s nimi divák prožívá chvíle smrtelné úzkosti a lidského smutku. Už samotná vážnost apoštolů, prostě oděných do těžkých látek, přispívá k dojmu dusivé a smutkem naplněné atmosféry interiéru. Smutek však střídá naděje, vycházející z křesťanského přesvědčení, že smrt není konec, je pouze přechodem z jednoho světa do druhého. Na obraze má naděje podobu světla, jakéhosi Božského mystéria, které se shora vlévá do místnosti přes neviditelný otvor a ozařuje Mariinu hlavu ověnčenou jemně naznačenou tenoučkou svatozáří.

## Osud obrazu
Po dohotovení díla však následovala katastrofa. Umělcovo osobité podání se u zadavatelů setkalo s rázným odmítnutím. Karmelitáni neviděli v díle dojemné rozjímání o žalu a smrti. Více než námět je zaujala osoba Panny Marie, v níž poznali místní prostitutku, ba co víc, Caravaggiovu milenku. Podle nich její tělo s nafouknutým břichem svědčilo o nějaké nemoci. Byli otřeseni touto „nestoudností“ ,jakož i výjevem, na kterém chyběl byť jen náznak důstojnosti. Nezpochybňovali umělecké kvality díla, ale pro „necudnost a nedostatek slušnosti“ ho odmítli a u benátského umělce Carla Saraceniho si objednali náhradu.
Jeden z Caravaggiových „nejrevolučnějších“ obrazů otřásl základy věky zaužívaných výtvarných konvencí. Pro církevní kruhy byla Panna Maria královnou nebes, tudíž měla být zobrazována s největší velebností při zachování slušnosti a při malování její smrti by se měl umělec pečlivě vyhýbat jakýmkoli apokryfním pramenům.
Caravaggio vzhledem k těmto okolnostem nenašel pro svůj obraz kupce. Nakonec ho pro svou soukromou sbírku získal mantovský vévoda Vicenzo Gonzaga. Stalo se tak na radu Rubense, jenž byl fascinován obrazem, jeho námětem i technikou provedení šerosvitu. V roce 1628 byl obraz spolu s dalšími díly z vévodovy sbírky prodán anglickému králi Karlovi I. Po jeho smrti se prostřednictvím jistého francouzského kupce dostal z Anglie na kontinent, kde ho později získal král Ludvík XIV. Z královských sbírek se dostal do Louvru.